# Chrysogorgia ramosa
Chrysogorgia ramosa är en korallart som beskrevs av W. Versluys 1902. Chrysogorgia ramosa ingår i släktet Chrysogorgia och familjen Chrysogorgiidae. Inga underarter finns listade i Catalogue of Life.